# Список дипломатических миссий Алжира

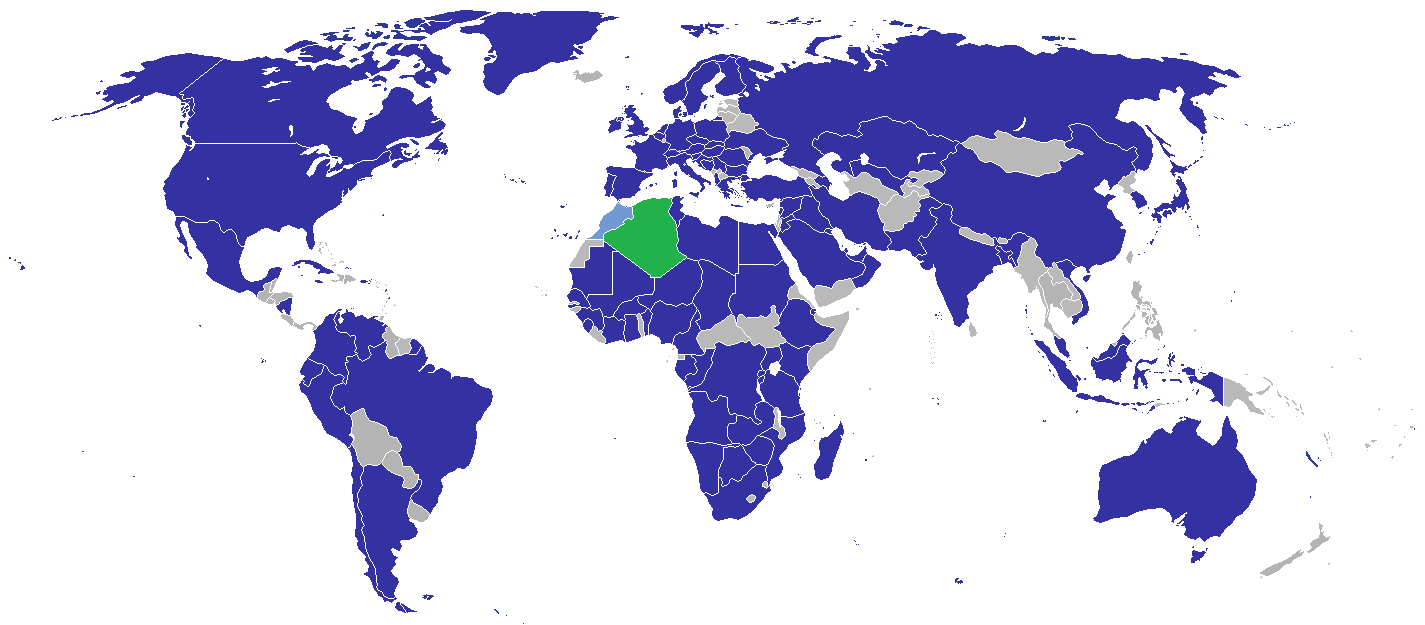

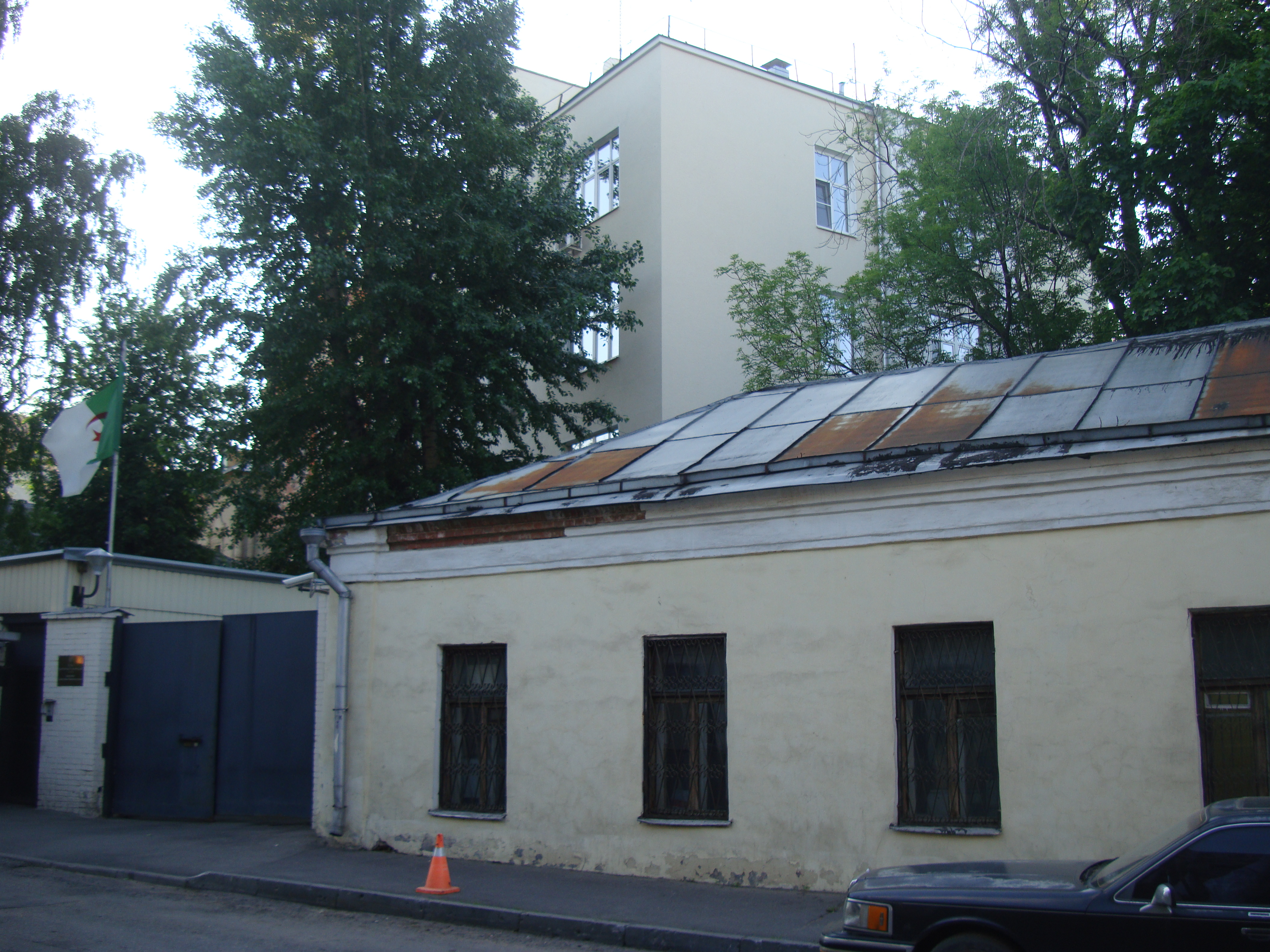
Посольство Алжира в Москве

Список дипломатических миссий Алжира — Алжир имеет в настоящее время свои дипломатические представительства в 83 государствах, однако наибольшее их количество расположено на территории Франции, его бывшей колониальной метрополии, а также на Африканском континенте и в странах Ближнего Бостока.

## Европа
- Австрия, Вена (посольство)
- Бельгия, Брюссель (посольство)
- Болгария, София (посольство)
- Чехия, Прага (посольство)
- Кипр, Никосия (посольство)
- Дания, Копенгаген (посольство)
- Франция, Париж (посольство)
  - Лион (генеральное консульство)
  - Марсель (генеральное консульство)
  - Страсбург (генеральное консульство)
  - Лилль (генеральное консульство)
  - Безансон (консульство)
  - Бобиньи (консульство)
  - Бордо (консульство)
  - Гренобль (консульство)
  - Мец (консульство)
  - Монпелье (консульство)
  - Нантер (консульство)
  - Нант (консульство)
  - Ницца (консульство)
  - Понтуаз (консульство)
  - Сент-Этьен (консульство)
  - Тулуза (консульство)
  - Витри-сюр-Сен (консульство)
- Германия, Берлин (посольство)
  - Бонн (генеральное консульство)
- Греция, Афины (посольство)
- Венгрия, Будапешт (посольство)
- Италия, Рим (посольство)
  - Неаполь (генеральное консульство)
- Нидерланды, Гаага (посольство)
- Норвегия, Осло (посольство)
- Польша, Варшава (посольство)
- Португалия, Лиссабон (посольство)
- Румыния, Бухарест (посольство)
- Россия, Москва (посольство)
- Сербия, Белград (посольство)
- Испания, Мадрид (посольство)
  - Аликанте (генеральное консульство)
- Швеция, Стокгольм (посольство)
- Швейцария, Берн (посольство)
  - Женева (генеральное консульство)
- Украина, Киев (посольство)
- Великобритания, Лондон (посольство)

## Северная Америка
- Канада, Оттава (посольство)
  - Монреаль (консульство)
- Куба, Гавана (посольство)
- Мексика, Мехико (посольство)
- США, Вашингтон (посольство)

## Южная Америка
- Аргентина, Буэнос-Айрес (посольство)
- Бразилия, Бразилиа (посольство)
- Чили, Сантьяго (посольство)
- Колумбия, Богота (посольство)
- Перу, Лима (посольство)
- Венесуэла, Каракас (посольство)

## Африка
- Ангола, Луанда (посольство)
- Буркина-Фасо, Уагадугу (посольство)
- Камерун, Яунде (посольство)
- Чад, Нджамена (посольство)
- Республика Конго, Браззавиль (посольство)
- Демократическfy Республикf Конго, Киншаса (посольство)
- Кот д’Ивуар Абиджан (посольство)
- Египет, Каир (посольство)
- Эфиопия, Аддис-Абеба (посольство)
- Габон, Либревиль (посольство)
- Гана, Аккра (посольство)
- Гвинея, Конакри (посольство)
- Кения, Найроби (посольство)
- Ливия, Триполи (посольство)
  - Сабха (генеральное консульство)
- Мадагаскар, Антананариву (посольство)
- Мали, Бамако (посольство)
  - Гао (генеральное консульство)
- Мавритания, Нуакшот (посольство)
  - Нуадибу (генеральное консульство)
- Марокко, Рабат (посольство)
  - Касабланка (генеральное консульство)
  - Уджда (генеральное консульство)
- Мозамбик, Мапуту (посольство)
- Намибия, Виндхук (посольство)
- Нигер, Ниамей (посольство)
  - Агадес (генеральное консульство)
- Нигерия, Абуджа (посольство)
  - Лагос (генеральное консульство)
- Сенегал, Дакар (посольство)
- ЮАР, Претория (посольство)
- Судан, Хартум (посольство)
- Танзания, Дар-эс-Салам (посольство)
- Тунис, Тунис (посольство)
  - Гафса (генеральное консульство)
  - Эль-Кеф (генеральное консульство)
- Уганда, Кампала (посольство)
- Зимбабве, Хараре (посольство)

## Азия
- Бахрейн, Манама (посольство)
- Китай, Пекин (посольство)
- Индия, Нью-Дели (посольство)
- Индонезия, Джакарта (Embassy)
- Иран, Тегеран (посольство)
- Ирак, Багдад (посольство)
- Япония, Токио (посольство)
- Иордания, Амман (посольство)
- Южная Корея, Сеул (посольство)
- Кувейт, Эль-Кувейт (посольство)
- Ливан, Бейрут (посольство)
- Малайзия, Куала-Лумпур (посольство)
- Оман, Маскат (посольство)
- Пакистан, Исламабад (посольство)
- Катар, Доха (посольство)
- Саудовская Аравия, Эр-Рияд (посольство)
  - Джидда (генеральное консульство)
- Сирия, Дамаск (посольство)
- Турция, Анкара (посольство)
  - Стамбул (генеральное консульство)
- ОАЭ, Абу-Даби (посольство)
  - Дубай (генеральное консульство)
- Йемен, Сана (посольство)
  - Аден (генеральное консульство)
- Узбекистан, Ташкент (посольство)
- Вьетнам, Ханой (посольство)
  - Сайгон (генеральное консульство)

## Океания
- Австралия, Канберра (посольство)

## Международные организации
- - Аддис-Абеба (постоянная миссия при ОАЕ)
  - Каир (постоянная миссия при ЛАГ)
  - Брюссель (постоянная миссия при ЕС)
  - Женева (постоянная миссия при ООН)
  - Нью-Йорк (постоянная миссия при ООН)